# Liberty, Missouri
Liberty är en stad i den amerikanska delstaten Missouri med en yta av 74,8 km² och en folkmängd, som uppgår till strax under 30 000 invånare (2007). Liberty är administrativ huvudort (county seat) i Clay County. Liberty är också säte för William Jewell College. I Liberty finns även Jesse James Bank Museum där landets första lyckade bankrån under dagtid och i fredstid ägde rum en den 13 februari 1866. Förvarna kom undan med $60.000 från byggnaden som då kallades Clay County Savings Association. Namnet till trots var det inte Jesse James som var huvudmannen i rånet, utan ett större gäng där James-bröderna utgjorde en del.

## Kända personer från Liberty
- James Dewees, musiker
- Craig Stevens, skådespelare